# کرپن (کلن)
کرپن (به آلمانی: Kerpen) یک منطقهٔ مسکونی در آلمان است که در راین-ارفت-کرایس واقع شده‌است. کرپن ۶۴٬۴۲۵ نفر جمعیت دارد.

## خواهرخوانده
شهرهای سن ویت و اوشویمچین خواهرخوانده‌های کرپن (کلن) هستند.